# Plocamopherus ocellatus
Plocamopherus ocellatus is een slakkensoort uit de familie van de Polyceridae. De wetenschappelijke naam van de soort is voor het eerst geldig gepubliceerd in 1831 door Rüppell & Leuckart.